# 大河内博
大河内 博（おおこうち ひろし、1967年3月23日 - ）は、日本の元経済産業省官僚。元公益財団法人日本バドミントン協会国際委員。東アジア・ASEAN経済研究センター(ERIA) 総長特別アドバイザー（2023年より、ERIAブルネイ特別代表）。元ブルネイバドミントン協会理事。元一般社団法人日本障がい者バドミントン連盟 国際委員。インドネシア日本ビジネス連盟(IJBF: INDONESIAN JAPAN BUSINESS FORUM) 顧問。元株式会社ギンレイサービス 特別顧問。元一般財団法人教育文化国際交流財団 顧問。株式会社神田酪農 特別顧問。立教大学 アジア地域研究所 特任研究員。スマート・シールド・インターナショナル社ブルネイ 代表取締役。スマート・コーティング・テクノロジーズ社ブルネイ 代表取締役。株式会社錦鯉ブルネイ 取締役。株式会社熱海だいだいトロピカルスイーツ 取締役。

## 来歴
東京都出身。日本大学農獣医学部を卒業。東京農工大学農学部技官、1992年国家公務員II種技官採用にて通商産業省勤務を経て、外務省、2013年依願退官。外交官時代のノンフィクションストーリー「ブルネイでバドミントンばかりしていたら、なぜか王様と知り合いになった。」（集英社インターナショナル）は、ノンキャリア官僚が異国の地で成し遂げた出来事を描いている。2013年ブルネイに移住した。移住後は、財務省からの依頼を受け、ブルネイ通貨金融庁に対して、日・ブルネイ外交樹立30周年記念として、記念硬貨発効を企画提案し、戦後6件目の法定通貨となる独立行政法人造幣局の海外受注案件を支援。日本バドミントン協会籾井勝人副会長（当時：日本ユニシス代表取締役社長）のアジアバドミントン連盟会長選立候補を2011年アセアン支持を得て擁立。ブルネイバドミントンの史上初となる2016年リオデジャネイロオリンピックのバドミントン選手（ジャスパー・ウーン・チャイ（男子シングルス）予選グループ敗退）出場を日本バドミントン協会籾井勝人副会長（当時:日本放送協会（以下NHK）第21代会長）や今井茂満専務（当時）と共に後押しした。スマート・コーティング・テクノロジーズ社ブルネイの光触媒研究所を国立ブルネイ・ダルサラーム大学内に設置。ブルネイ政府による研究開発に対する助成制度 ブルネイ・リサーチ・インセンティブ・スキーム（BRISc）を通じて大阪大学応用化学研究者らと共にカビ止め・錆止め光触媒を開発。ブルネイ王宮イスタナ・ヌルル・イマン全面屋根（約30,000平方メートル）への光触媒塗布事業に採択された他、モスク黄金ドーム等への塗布も行った。ブルネイハラルに関する東アジア・ASEAN経済研究センター(ERIA)我が国の食品産業の海外展開に向けたブルネイにおけるハラル産業投資可能性調査報告書を作成し、BMC Food Industries（ブルネイ・ミート社）に和のハラル専用工場の設置を支援。千房株式会社（大阪）他日系企業を誘致した。増子輝彦参議院議員と共に福島県産の食品の安全についてブルネイ側に説明を行い、それまで放射性物質検査証明書を、福島県産を除く日本産食品には産地証明書をそれぞれ求めてきた規制措置をブルネイ政府が撤廃するための後押しをした。経済産業省と熱海市からの要請を受けて、2020年東京オリンピック・パラリンピックにおけるブルネイの熱海市ホストタウン登録について、両国政府当局者間での合意形成のための事前説明や根回しを行った。株式会社エルムによるJETRO（日本貿易振興機構）日アセアンにおけるアジアDX促進事業を通じたコンテナ型栽培システム「エコナーセリー®」を活用したブルネイにおける温帯野菜の栽培技術の開発事業を支援し、ミニトマトの開発に成功、現在では農業投資案件を実施している。国土交通省及びブルネイ運輸通信省が推進するSmart JAMP都市提案調査案件をZenmov Ink.と受注し、ブルネイにおけるバス公共交通機関の機能改善を行った。ブルネイ観光局やロイヤルブルネイ航空の協力支援を受けて『ブルネイでバドミントンばかりしていたら・・・B-Lifeチャネル』youtube動画 公開している。ブルネイ政府の要請を受けて、2025年からブルネイ産果実を輸入し、熱海市の特産物だいだいと南国果実を融合させたトロピカルスイーツの販売店を熱海市内に設置した。

## 主な講義・講演歴
- 立教大学異文化コミュニケーション学部 異文化コミュニケーション講座[15]
- 大阪大学工学部 異文化コミュニケーション講座
- 立命館大学 文部科学省グローバルアントレプレナー育成事業[16]
- 広島大学 第9回科学技術人材育成のコンソーシアムの構築事業[17]
- 東京大学 国際交流セミナー 異文化コミュニケーション
- 日本バドミントン指導者連盟 異文化コミュニケーション
- 千葉大学教育学部 異文化コミュニケーション講座
- 和歌山大学 第6回ホームカミングディプログラム講座[18]
- 慶応義塾大学国際団体S.A.L 異文化コミュニケーション
- 國學院大学法学部 インターネットと法講座
- 明治大学経営学部 異文化コミュニケーション講座
- 國學院大学法学部 第二回インターネットと法講座
- 立命館大学 2018年度総合心理学部キャリアセミナー第一回 海外キャリアシリーズ[19]
- 千葉大学国際教養学部 第二回国際化育成講座
- 立教大学観光学部 第一回異文化コミュニケーション開発講座
- 立教大学 グローバルラウンジ・異文化交流ワークショップ[20]
- 国立インドネシア教育大学 看護学科 訪日介護インターンシップセミナー 第一回漫画日本語講座[21]
- 清話会ビジネスセミナー[22]
- 日本大学経済学部 グローバル社会文化研究センター学術セミナー講演[23]
- 亜細亜大学 国際関係学部国際関係学科 2023 グローバル・キャリアデザイン講演[24]
- 亜細亜大学 国際関係学部国際関係学科 2024 グローバル・キャリアデザイン講演
- 亜細亜大学 国際関係学部国際関係学科 2025 グローバル・キャリアデザイン講演

## 著書
- 『ブルネイでバドミントンばかりしていたら、なぜか王様と知り合いになった。』発行：集英社インターナショナル、発売：集英社、2014年。[25]。